# Papa Estêvão III
Estêvão III (em latim: Stephanus III); (Sicília, 723 - Roma, 24 de janeiro de 723) foi o 94.º Papa da Igreja Católica de 7 de agosto de 768 até a data de sua morte. Foi eleito com cerca de 44 anos, sucedendo São Paulo I, ainda tendo sido precedido por dois antipapas, o leigo Constantino e o Padre Filipe, que foram presos. O papado começou a ser fortemente cobiçado pelo poder temporal. Para refrear esta tendência, celebrou um concílio em 769, onde dispôs que a eleição do papa dependesse só do clero romano e que nenhum leigo poderia ser eleito papa e só os cardeais poderiam ser nomeados. Declarou nulo o sínodo de Constantinopla, iconoclasta, realizado em 754.
Morreu em 24 de janeiro de 772 por volta dos 49 anos.